# Brecht-Weigelmonument

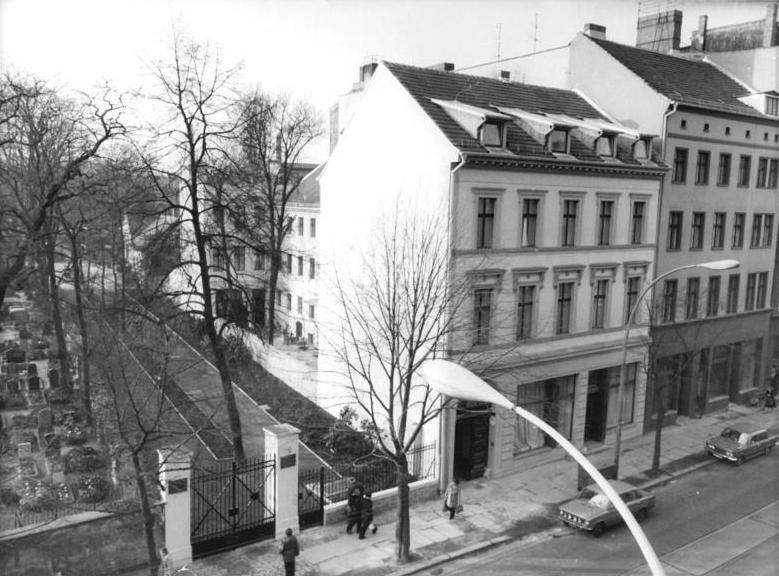
Brecht-Haus (Berlijn), Chausseestrasse 125

Het Brecht-Weigelmonument (Duits: Brecht-Weigel-Gedenkstätte) is een monument in Berlijn.
Bertold Brecht woonde en werkt in Berlijn vanaf 1920, maar emigreerde in 1933. Dankzij zijn linkse denkbeelden werd hij na de oorlog met open armen ontvangen in de pas gestichte DDR. Toen hem een eigen theater werd beloofd, keerde hij in 1948 samen met zijn vrouw, de actrice Helene Weigel, terug naar Berlijn. In 1953 verhuisde Brecht naar Chausseestrasse 125, waar hij tot zijn dood in 1956 woonde. Het door zijn vrouw aangelegde archief is op de tweede verdieping te zien.